# Pila de combustible de membrana d'intercanvi de protons

Esquema d'una pila de combustible PEM

Les piles de combustible de membrana d'intercanvi de protons (PEMFC), també conegudes com a cèl·lules de combustible de membrana d'electròlit de polímer (PEM), són un tipus de pila de combustible que s'està desenvolupant principalment per a aplicacions de transport, així com per a aplicacions de piles de combustible estacionàries i aplicacions de piles de combustible portàtils. Les seves característiques distintives inclouen rangs de temperatura/pressions més baixos (50 a 100 °C) i una membrana especial d'electròlit de polímer conductor de protons. Els PEMFC generen electricitat i funcionen en el principi oposat a l'electròlisi PEM, que consumeix electricitat. Són un dels principals candidats per substituir l'envellida tecnologia de piles de combustible alcalines, que es va utilitzar al transbordador espacial.

## Ciència
Els PEMFC es construeixen a partir de conjunts d'elèctrodes de membrana (MEA) que inclouen els elèctrodes, l'electròlit, el catalitzador i les capes de difusió de gas. Una tinta de catalitzador, carboni i elèctrode s'espercen o pinten sobre l'electròlit sòlid i el paper de carbó es pressiona en calent a banda i banda per protegir l'interior de la cèl·lula i també actuar com a elèctrodes. La part fonamental de la cèl·lula és el límit de la triple fase (TPB) on es barregen l'electròlit, el catalitzador i els reactius i, per tant, on es produeixen les reaccions de la cèl·lula. És important destacar que la membrana no ha de ser elèctricament conductora, de manera que les mitges reaccions no es barregin. Temperatures de funcionament superiors a 100°C es desitgen de manera que el subproducte de l'aigua es converteix en vapor i la gestió de l'aigua es torna menys crítica en el disseny de les cèl·lules.

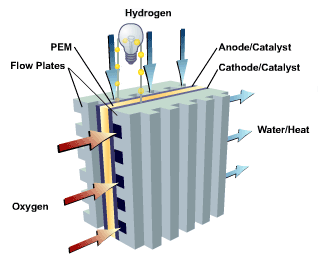

### Reaccions
Una pila de combustible de membrana d'intercanvi de protons transforma l'energia química alliberada durant la reacció electroquímica de l'hidrogen i l'oxigen en energia elèctrica, a diferència de la combustió directa d'hidrogen i gasos d'oxigen per produir energia tèrmica.
Un corrent d'hidrogen es lliura al costat de l'ànode del MEA. Al costat de l'ànode es divideix catalíticament en protons i electrons. Aquesta reacció d'oxidació de mitja cèl·lula o reacció d'oxidació d'hidrogen (HOR) està representada per:
| {\displaystyle \mathrm {H} _{2}\rightarrow \mathrm {2H} ^{+}+\mathrm {2e} ^{-}} | {\displaystyle E^{\circ }=0\,\mathrm {V} \,\,\,{\frac {\mathrm {d} E^{\circ }}{\mathrm {d} T}}=0\,\mathrm {mV\,K^{-1}} } | {\displaystyle \left(1\right)} |

Els protons acabats de formar penetren a través de la membrana de l'electròlit del polímer fins al costat del càtode. Els electrons viatgen al llarg d'un circuit de càrrega extern fins al costat del càtode del MEA, creant així la sortida de corrent de la pila de combustible. Mentrestant, es lliura un corrent d'oxigen al costat del càtode del MEA. Al costat del càtode, les molècules d'oxigen reaccionen amb els protons que impregnen la membrana de l'electròlit del polímer i els electrons que arriben a través del circuit extern per formar molècules d'aigua. Aquesta reacció de reducció de mitja cèl·lula o reacció de reducció d'oxigen (ORR) està representada per:
Al càtode:
| {\displaystyle {\frac {1}{2}}\mathrm {O} _{2}+{2\mathrm {H} }^{+}+\mathrm {2e} ^{-}\rightarrow \mathrm {H} _{2}\mathrm {O} } | {\displaystyle E^{\circ }=1.2291\,\mathrm {V} \,\,\,{\frac {\mathrm {d} E^{\circ }}{\mathrm {d} T}}=-0.8456\,\mathrm {mV\,K^{-1}} } |

Reacció global:
| {\displaystyle \mathrm {H} _{2}+{\frac {1}{2}}\mathrm {O} _{2}\rightarrow \mathrm {H} _{2}\mathrm {O} } | {\displaystyle E^{\circ }=1.2291\,\mathrm {V} \,\,\,{\frac {\mathrm {d} E^{\circ }}{\mathrm {d} T}}=-0.8456\,\mathrm {mV\,K^{-1}} } | {\displaystyle \left(3\right)} |

La reacció reversible s'expressa en l'equació i mostra la reincorporació dels protons i electrons d'hidrogen juntament amb la molècula d'oxigen i la formació d'una molècula d'aigua. Els potencials en cada cas es donen respecte a l'elèctrode d'hidrogen estàndard.

### Membrana d'electròlits de polímer
Per funcionar, la membrana ha de conduir ions d'hidrogen (protons) però no electrons, ja que això faria "curtcircuitar" la pila de combustible. La membrana tampoc ha de permetre que cap gas passi a l'altre costat de la cèl·lula, un problema conegut com a gas crossover. Finalment, la membrana ha de ser resistent a l'entorn reductor del càtode, així com a l'entorn oxidatiu dur a l'ànode.
La divisió de la molècula d'hidrogen és relativament fàcil utilitzant un catalitzador de platí. Malauradament, però, dividir la molècula d'oxigen és més difícil, i això provoca pèrdues elèctriques importants. No s'ha descobert un material catalitzador adequat per a aquest procés, i el platí és la millor opció.